# Matthias Bernegger
Matthias Bernegger, (in latino Matthew Bernegerus) (Hallstatt, 8 febbraio 1582 – Strasburgo, 5 febbraio 1640), è stato un filologo e astronomo tedesco.

## Biografia
La famiglia di Bernegger, di religione protestante, fu espulsa dall'Austria degli Asburgo durante la Controriforma. Si stabilirono a Ratisbona, dove Bernegger frequentò il ginnasio. Nel 1599, iniziò gli studi a Strasburgo studiando principalmente filologia e scienze naturali. Molto interessato all'astronomia, ebbe come amici i più noti astronomi del tempo: Giovanni Keplero e Wilhelm Schickard. 
Dal 1607, Bernegger insegnò a Caspar Brülow (1585-1627), presso il ginnasio protestante, e nel 1616 insegnò presso l'Accademia di Strasburgo. Già nel 1612, Bernegger tradusse l'opera di Galileo Galilei in latino, come Tractatus de proportionum instrumento. Nel 1632, tramite l'amico Élie Diodati, Galilei chiese a Bernegger di tradurre il Dialogo sopra i due massimi sistemi del mondo in latino.
Bernegger fu noto per le sue traduzioni di autori classici e per la sua corrispondenza con gli studiosi. Tra i suoi studenti noti vi furono: Daniel Czepko von Reigersfeld (1605-1660), Johann Freinsheim, Johann Michael Moscherosch, Martin Opitz e il prussiano Robert Roberthin (1600-1648).
Bernegger era anche molto interessato alla politica, durante la Guerra dei Trent'anni cercò di negoziare con i francesi. Come pacifista, si oppose a Caspar Schoppe, a favore della guerra santa contro i protestanti.

## Opere
- Manuale Mathematicum … Allen Bau- vnd Kriegsverständigen … vnd andern Kunstliebenden in Teutscher Sprach. Strasburgo 1612.
- Tuba Pacis, occenta Scioppiano Belli Sacri Classico. Strasburgo 1621 (contro Caspar Schoppe).
- Systema cosmicum, Authore Galilaeo Galilei. Strasburgo 1635 (traduzione in latino del Dialogo sopra i due massimi sistemi del mondo[3][4][5]).

## Corrispondenza
- Hugonis Grotii & Matthiae Berneggeri Epistolae. Strasburgo 1667
- Epistolae J. Keppleri & M. Berneggeri. Strasburgo 1672
- Epistolae W. Schickarti & M. Berneggeri. Strasburgo 1673